# Staurodiscus crassonema
Staurodiscus crassonema is een hydroïdpoliep uit de familie Laodiceidae. De poliep komt uit het geslacht Staurodiscus. Staurodiscus crassonema werd in 2010 voor het eerst wetenschappelijk beschreven door Wang, Xu, Huan & Lin. 